# Casanova (Bóveda)
Casanova es una localidad del municipio de Bóveda, en la provincia de Lugo, España. Pertenece a la parroquia de Tuimil y se encuentra muy cerca del límite con el municipio de O Incio.
Se encuentra a 460 metros de altitud, a los pies del monte de A Carballeda. En 2023 tenía una población de 6 habitantes, 4 hombres y 2 mujeres.